# Tibouren
Le tibouren est un cépage typiquement provençal.
Les Romains l’ont importé des vignobles de Chaldée pour le cultiver sur les bords du Tibre et l’imposer en Provincia Romana.
Il permet d'obtenir des vins rosés clairs, presque transparents, élégants, fruités et d’un haut degré d’alcool (de 13 à 15 degrés).
Selon le viticulteur Louis Reich, il a été importé à la fin du XVIIIe siècle à Saint-Tropez par voie maritime et s'est ensuite développé dans le golfe de Saint-Tropez.

## Synonymes
Antiboulen, Antibouren, Gaysserin (est du Var, Alpes-Maritimes), Tiboulen (Var, environ de Saint-Tropez), Rossese (à Dolceacqua en Ligurie, sur la Riviera du Ponant).